# Servidumbre

Un siervo, con un instrumento de trabajo, junto con dos señores, uno noble y otro eclesiástico, en la miniatura de una letra capitular de un manuscrito medieval.

La servidumbre (del latín servus) es un tipo de relación social mediante la cual una persona queda completamente sometida a otra, o entregada a su servicio, sin tener la condición de esclava. La servidumbre fue una forma típica de relación en Europa durante el feudalismo, y en las colonias europeas en América, África y Asia, bajo la forma de servidumbre indígena, encomiendas y otras modalidades.
Durante el feudalismo tomó la forma de contrato social y jurídico mediante el cual, una persona —el siervo, generalmente un campesino— queda al servicio y sujeta al señorío de otra —el señor feudal, generalmente un noble o un alto dignatario eclesiástico, o incluso una institución como podía ser un monasterio—. Durante la Edad Media, un siervo era el habitante de una zona determinada en la que las funciones públicas eran administradas por el terrateniente del lugar, al no haber otro tipo de poder o administración. Si bien siervo en su origen era sinónimo de esclavo, la palabra pasó a usarse para referirse a un hombre libre sujeto fiscalmente a una tierra. El señor feudal tenía la potestad de decidir en numerosos asuntos de la vida de sus siervos y sobre sus posesiones. El siervo no podía traicionar al señor feudal, ya que él le suministraba vivienda, parte de las cosechas y sus prendas.
Debe evitarse la usual confusión con el vasallaje, otro tipo de sometimiento a un señor, pero mediante una relación política y militar entre miembros del mismo estamento, es decir: el vasallo es un noble (o un eclesiástico) y por tanto un privilegiado, mientras que el siervo pertenece al Tercer Estado o pueblo llano.
Característico de la servidumbre de un individuo era el conjunto de obligaciones consignadas, tales como la incapacidad del siervo de adquirir o vender bienes raíces, el sometimiento a la autoridad política, judicial y fiscal del señor feudal, la obligación de prestar servicios militares a su amo y la entrega de parte de su trabajo o producto. La condición de siervo era hereditaria hasta que se pagase la deuda con el señor; además, el siervo no podía abandonar su tierra sin el permiso de éste, debido a que con la caída del Imperio el señor asumía responsabilidades públicas, por lo que las funciones que antes eran desempeñadas por la curia ahora pasaban a ser desempeñadas por un solo hombre.
Normalmente cuando predominaba la servidumbre, la tierra por sí sola no podía ser vendida, debido a que estaba asociada con poderes políticos. En cambio, la tierra podía ser transferida mediante guerras o esponsales.

## Historia
Si bien es cierto que al principio servidumbre era sinónimo de esclavitud, fue este último término el que se mantuvo para definir a las personas carentes de libertad, al ser la mayoría de servus de origen eslavo (Esclavonia); por lo que el primer término pasó a ser sinónimo de colono, figura existente ya en tiempos del Antiguo Egipto. En las guerras de la crisis del siglo III, muchos labradores abandonaron o vendieron sus tierras, y la propiedad recayó en propietarios que, juntando muchas, las convirtieron en latifundios y empezaron a explotarlas mediante arrendatarios (colonos, «coloni» en latín). Estos arrendatarios trabajaban en estas tierras una parcela para sí mismos, pagando un alquiler, y además debían trabajar para el terrateniente (más adelante señor) sin cobrar, en sus campos privados para la siembra y para la cosecha, por medio de este arreglo no pagaban directamente los tributos de la tierra, haciéndolo en teoría el señor feudal. También en ciertas zonas se creó como una forma de protección militar de los campesinos libres, al aceptar estos someterse a un señor a cambio de su trabajo o productos agrícolas y servicio en la defensa de la villae como forma de tributación. Debido a los términos del alquiler y el deterioro de la economía romana, el colono fue incapaz de pagar sus rentas y estuvo limitado a las propiedades por la deuda. Con la fragmentación de la pars occidentalis del Imperio, estos nobles se convirtieron en señores independientes y con ejércitos privados formados por sus siervos y mercenarios, evolucionando hasta dar origen al feudalismo.
En 332, un edicto de Constantino estableció las características de lo que en el futuro sería la servidumbre. El colono no podía marcharse o casarse fuera del latifundio sin el permiso del señor, al asumir este responsabilidades públicas, siendo el latifundio un micro-estado en la práctica (aunque este estuviese dentro de una entidad política mayor) y cualquier hijo de los colonos era un colono también. Sin embargo, el señor no podía desahuciar a sus colonos ni incrementar arbitrariamente sus alquileres y deberes tradicionales.
La servidumbre como sistema declinó a finales de la Edad Media en la mayoría de los países, pero pervivió en Rusia y algunos otros países de Europa oriental. Esta sí que era semejante, si no igual a la esclavitud, y pervivió hasta su abolición a finales del siglo XIX.

## La dependencia y las órdenes inferiores
Los siervos ocupaban un lugar específico en la sociedad feudal, al igual que los barones y los caballeros: a cambio de protección, un siervo residía y trabajaba una parcela de tierra dentro del señorío de su señor. Así, el sistema señorial presentaba cierto grado de reciprocidad.
Un razonamiento sostenía que siervos y libres "trabajaban para todos", mientras que un caballero o barón "luchaba para todos" y un eclesiástico "rezaba para todos"; por tanto, todos tenían cabida. Sin embargo, el siervo era el peor alimentado y recompensado, aunque a diferencia de los esclavos tenía ciertos derechos sobre la tierra y la propiedad.
Un señor feudal no podía vender a sus siervos como un romano podía vender a sus esclavos. Por otra parte, si decidía enajenar una parcela de tierra, los siervos asociados a esa tierra permanecían con ella para servir a su nuevo señor; en pocas palabras, se vendían implícitamente en masa y como parte de un lote. Este sistema unificado preservaba para el señor los conocimientos adquiridos durante largo tiempo sobre las prácticas adaptadas a la tierra. Además, un siervo no podía abandonar sus tierras sin permiso, ni poseía un título vendible sobre ellas.

### Iniciación
Un hombre libre se convertía en siervo normalmente por la fuerza o la necesidad. A veces la mayor fuerza física y legal de un magnate local intimidaba a los propietarios libres o propietarios alodiales hasta hacerlos dependientes. A menudo, unos años de malas cosechas, una guerra o el bandolerismo podían dejar a una persona incapaz de salir adelante por sí misma. En tal caso, podía llegar a un acuerdo con un señor feudal. A cambio de protección, se le exigía un servicio: trabajo, productos, dinero o una combinación de todo ello. Estos tratos se formalizaban en una ceremonia conocida como "servidumbre", en la que un siervo ponía su cabeza en las manos del señor, similar a la ceremonia de homenaje en la que un vasallo ponía sus manos entre las de su soberano. Estos juramentos vinculaban al señor y a su nuevo siervo en un contrato feudal y definían los términos de su acuerdo. A menudo estos tratos eran severos.
Un anglosajón del siglo VII "Juramento de lealtad" afirma:
Por el Señor ante quien este santuario es sagrado, seré fiel y leal a N., y amaré todo lo que él ama y rehuiré todo lo que él rehúye, de acuerdo con las leyes de Dios y el orden del mundo. Tampoco haré jamás con voluntad o acción, de palabra o de obra, nada que le sea desagradable, a condición de que él me tenga como lo merezco, y de que cumpla todo como estaba en nuestro acuerdo cuando me sometí a él y elegí su voluntad.
Convertirse en siervo era un compromiso que abarcaba todos los aspectos de la vida del siervo. Los hijos nacidos de siervos heredaban su estatus y se consideraban nacidos en la servidumbre. Al asumir los deberes de la servidumbre, las personas se obligaban a sí mismas y a su progenie.

### Sistema de clases
La clase social de los campesinos puede diferenciarse en categorías más pequeñas. Estas distinciones eran a menudo menos claras de lo que sugieren sus diferentes nombres. En la mayoría de los casos, había dos tipos de campesinos:
1. freemen (hombres libres), trabajadores cuya tenencia dentro del señorío estaba sujeta al derecho de los hombres libres
2. villein (siervo de la gleba)

Las clases inferiores de campesinos, conocidas como cottars o bordars, generalmente formadas por los hijos menores de los villeins; vagabundos; y los esclavos, constituían la clase baja de trabajadores.

#### Coloni
El sistema colonus del Imperio Romano tardío puede considerarse el predecesor de la servidumbre feudal de Europa occidental.

#### Hombres libres
Los hombres libres o arrendatarios libres poseían sus tierras mediante uno de los diversos contratos de tenencia feudal de la tierra y eran esencialmente arrendatarios que pagaban rentas, debían poco o ningún servicio al señor y gozaban de un buen grado de seguridad de tenencia e independencia. En algunas zonas de la Inglaterra del siglo XI, los campesinos libres sólo representaban el 10 % de la población, y en la mayor parte del resto de Europa su número también era reducido.

#### Ministeriales
Los Ministeriales eran caballeros hereditarios no libres vinculados a su señor, que formaban el escalón más bajo de la nobleza en el Sacro Imperio Romano.

#### Villanos
Un villano, "villein" (o siervo de la gleba) representaba el tipo de siervo más común en la Edad Media. Los siervos de la gleba tenían más derechos y un estatus más alto que el siervo más bajo, pero existían bajo una serie de restricciones legales que los diferenciaban de los hombres libres. Por lo general, los villanos alquilaban pequeñas casas, con una parcela de tierra. Como parte del contrato con el propietario, el señor del señorío, debían pasar parte de su tiempo trabajando en los campos del señor. La obligación no solía ser muy onerosa, en contra de la creencia popular, y a menudo era sólo estacional, por ejemplo la obligación de ayudar en época de cosecha. El resto de su tiempo lo dedicaban a cultivar sus propias tierras en beneficio propio. Los villanos estaban atados a las tierras de su señor y no podían abandonarlas sin su permiso. Su señor también solía decidir con quién podían casarse.
Al igual que otros tipos de siervos, los villanos debían prestar otros servicios, posiblemente además de pagar una renta en dinero o en productos. Los villanos eran retenidos de alguna manera en sus tierras y por modales no mencionados no podían mudarse sin el consentimiento de su señor y la aceptación del señor a cuyo señorío se proponían emigrar. Por lo general, los villeins podían poseer sus propios bienes, a diferencia de los esclavos. El villazgo, a diferencia de otras formas de servidumbre, era más común en el feudalismo de la Europa continental, donde la propiedad de la tierra se había desarrollado a partir de raíces en el derecho romano.
En la Edad Media existían en Europa diversos tipos de servidumbre. Los medio-villanos recibían sólo la mitad de las franjas de tierra para su propio uso y debían un complemento completo de trabajo al señor, lo que a menudo les obligaba a alquilar sus servicios a otros siervos para compensar esta penuria. La servidumbre no era una relación de explotación unidireccional. En la Edad Media, la tierra dentro del señorío proporcionaba sustento y supervivencia, y ser villano garantizaba el acceso a la tierra y a las cosechas, a salvo de los robos de los salteadores merodeadores. Los terratenientes, incluso cuando tenían derecho a hacerlo, rara vez desalojaban a los villanos debido al valor de su mano de obra. El villazgo era preferible a ser un vagabundo, un esclavo o un trabajador sin tierra.
En muchos países medievales, un villano podía obtener la libertad escapando de un manor a una ciudad o burgo "borough" y viviendo allí durante más de un año; pero esta acción implicaba la pérdida de los derechos sobre la tierra y el sustento agrícola, un precio prohibitivo a menos que el terrateniente fuera especialmente tiránico o las condiciones en el pueblo fueran inusualmente difíciles.
En la Inglaterra medieval, existían dos tipos de villanos: los villeins regardant, que estaban vinculados a la tierra, y los villeins in gross, que podían comerciarse independientemente de la tierra.

#### Bordarios y aldeanos
En Inglaterra, el Domesday Book, de 1086, utiliza bordarii (bordar) y cottarii (cottar) como términos intercambiables, cottar deriva de la lengua nativa anglosajona mientras que bordar deriva del francés.

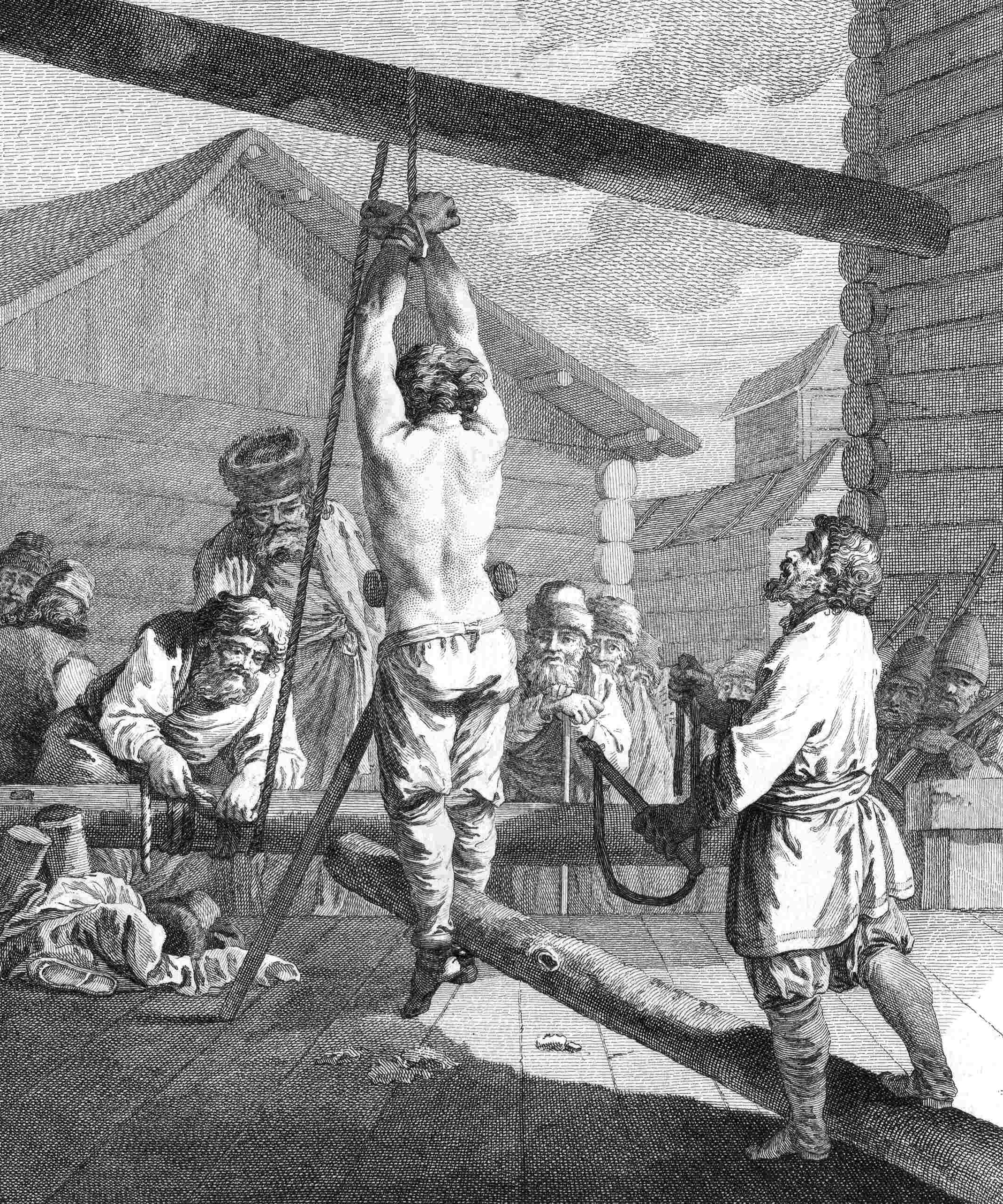
Castigo con un knout. La flagelación era un castigo común para Los siervos rusos.

Desde el punto de vista del estatus, el bordar o cottar se situaba por debajo de un siervo en la jerarquía social de un señorío, poseyendo una casa de campo, un jardín y las tierras justas para alimentar a una familia. En Inglaterra, en la época del Domesday Survey, esto habría comprendido entre unos 1 y 5 acres (0,4 y 2 ha). En virtud de un estatuto Isabelino, la erección de cabañas Erection of Cottages Act 1588, la casa de campo debía construirse con al menos 4 acres (0,02 km²; 0,01 mi²) de terreno. Las posteriores Enclosures Acts (1604 en adelante) eliminaron el derecho de los cottars a cualquier tierra: "antes de la Enclosures Act el cottager era un labrador con tierras y después de la Enclosures Act el cottager era un labrador sin tierras".
Los bordars y cottars no poseían sus bueyes de tiro ni sus caballos. El Libro de Domesday mostraba que Inglaterra comprendía un 12 % de propietarios libres, un 35 % de siervos o villeins, un 30 % de cotters y bordars, y un 9 % de esclavos.

#### Smerdes
Smerdy eran un tipo de siervos por encima de los kholops en la Polonia Medieval y el Rus de Kiev.

#### Kholopes
Los kholops eran la clase más baja de siervos en la Rusia medieval y moderna. Tenían un estatus similar al de los esclavos y se podía comerciar con ellos libremente.

#### Esclavos
El último tipo de siervo era el esclavo. Los esclavos eran los que menos derechos y beneficios tenían del señorío. No poseían tenencia de la tierra, trabajaban exclusivamente para el señor y sobrevivían de las donaciones de éste. Al señor siempre le interesaba demostrar que existía un régimen de servidumbre, ya que ello le proporcionaba mayores derechos sobre las tasas y los impuestos. El estatus de un hombre era una cuestión primordial a la hora de determinar los derechos y obligaciones de una persona en muchos de los casos ante tribunales señoriales de la época. Además, los esclavos fugitivos podían ser apaleados si eran capturados.
La servidumbre fue mucho más común que la esclavitud durante todo el periodo feudal. El villein era el tipo de siervo más común en la Edad Media. Los villeins tenían más derechos y estatus que los mantenidos como esclavos, pero estaban sometidos a una serie de restricciones legales que los diferenciaban del hombre libre. Dentro de sus limitaciones, un siervo gozaba de cierta libertad. Aunque se suele decir que un siervo sólo poseía "su vientre" -incluso su ropa era propiedad, por ley, de su señor-, podía acumular bienes personales y riqueza, y algunos siervos llegaron a ser más ricos que sus vecinos libres, aunque esto era más bien una excepción a la regla general. Un siervo acomodado podía incluso comprar su libertad.

### Deberes

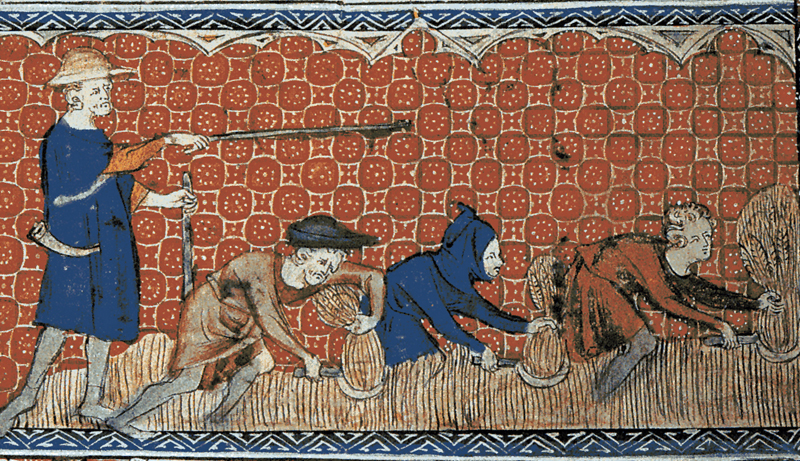
Reeve y siervos en Inglaterra feudal, c. 1310.

El siervo habitual (sin incluir a los esclavos ni a los cottars) pagaba sus honorarios e impuesto en forma de trabajo adecuado a la estación. Por lo general, una parte de la semana se dedicaba a arar los campos de su señor en demesne, cosechar los cultivos, cavar zanjas, reparar cercas y, a menudo, trabajar en la casa solariega. El resto del tiempo del siervo se dedicaba a cuidar de sus propios campos, cosechas y animales para mantener a su familia. La mayor parte del trabajo señorial estaba segregado por género durante las épocas regulares del año. Durante la cosecha, toda la familia debía trabajar los campos.
Una de las principales dificultades de la vida de un siervo era que su trabajo para su señor coincidía y tenía prioridad sobre el trabajo que tenía que realizar en sus propias tierras: cuando las cosechas del señor estaban listas para ser recogidas, también lo estaban las suyas. Por otra parte, el siervo de un señor benigno podía esperar estar bien alimentado durante su servicio; era un señor sin previsión el que no proporcionaba una comida sustanciosa a sus siervos durante las épocas de cosecha y siembra. A cambio de este trabajo en el señorío, los siervos gozaban de ciertos privilegios y derechos, como por ejemplo el derecho a recoger leña -fuente esencial de combustible- de los bosques de su señor.
Además del servicio, los siervos debían pagar ciertos impuestos y tasas. Los impuestos se basaban en el valor tasado de sus tierras y explotaciones. Los derechos se pagaban normalmente en forma de productos agrícolas y no en metálico. La mejor ración de trigo de la cosecha del siervo solía ir a parar al terrateniente. Por lo general, la caza y la captura de animales salvajes por parte de los siervos en la propiedad del señor estaban prohibidas. El Domingo de Resurrección la familia campesina podía deber una docena de huevos extra, y en Navidad, quizá también se exigía un ganso. Cuando fallecía un miembro de la familia, se pagaban impuestos adicionales al señor como forma de alivio feudal para que el heredero pudiera conservar el derecho a cultivar las tierras que tenía. Cualquier mujer joven que deseara casarse con un siervo fuera de su señorío se veía obligada a pagar una tasa por el derecho a abandonar a su señor, y en compensación por su trabajo perdido.
A menudo se aplicaban pruebas arbitrarias para juzgar la valía del pago de sus impuestos. A una gallina, por ejemplo, se le podía exigir que fuera capaz de saltar una valla de una altura determinada para considerarla lo suficientemente vieja o sana como para ser valorada a efectos fiscales. Las restricciones de la servidumbre a la elección personal y económica se aplicaban a través de diversas formas de derecho consuetudinario señorial y de la administración señorial y el barón de la corte.
También se discutía si los siervos podían ser obligados por ley, en tiempos de guerra o conflicto, a luchar por las tierras y propiedades de su señor. En caso de derrota de su señor, su propio destino podía ser incierto, por lo que el siervo tenía ciertamente interés en apoyar a su señor.

### Derechos
Dentro de sus limitaciones, un siervo tenía algunas libertades. Aunque la creencia generalizada era que un siervo poseía "sólo su vientre" – incluso su ropa era propiedad, por ley, de su señor – , un siervo podía acumular bienes personales y riqueza, y algunos siervos llegaron a ser más ricos que sus vecinos libres, aunque esto ocurría raramente. Un siervo acomodado podía incluso comprar su libertad.
Un siervo podía cultivar lo que considerara oportuno en sus tierras, aunque los impuestos de un siervo a menudo debían pagarse en trigo. El excedente lo vendía en el mercado.
El terrateniente no podía desposeer a sus siervos sin causa legal y se suponía que debía protegerlos de las depredaciones de ladrones u otros señores, y se esperaba que los mantuviera mediante la caridad en tiempos de hambruna. Muchos de estos derechos eran exigibles por el siervo ante el tribunal señorial.

### Variaciones
Las formas de servidumbre variaban mucho a lo largo del tiempo y de las regiones. En algunos lugares, la servidumbre se fusionaba con diversas formas de tributación o se intercambiaba por ellas.
La cantidad de mano de obra requerida variaba. En Polonia, por ejemplo, en el siglo XIII era de unos pocos días al año por hogar, en el siglo XIV de un día a la semana por hogar, en el siglo XVII de cuatro días a la semana por hogar y en el siglo XVIII de seis días a la semana por hogar. La servidumbre primitiva en Polonia se limitaba principalmente a los territorios reales (królewszczyzny).
"Por hogar" significa que cada vivienda tenía que dar un trabajador durante el número de días requerido. Por ejemplo, en el siglo XVIII, seis personas: un campesino, su mujer, tres hijos y un trabajador contratado podían estar obligados a trabajar para su señor un día a la semana, lo que se contabilizaría como seis días de trabajo.
Los siervos servían ocasionalmente como soldados en caso de conflicto y podían ganar la libertad o incluso ennoblecimiento por valor en combate. Los siervos podían comprar su libertad, ser manumitidos por propietarios generosos, o huir a las ciudades o a tierras recién colonizadas donde se hacían pocas preguntas. Las leyes variaban de un país a otro: en Inglaterra, un siervo que se abría camino hasta una ciudad constituida (es decir, un borough) y evadía la recaptura durante un año y un día obtenía su libertad y se convertía en burgués de la ciudad.